# Битва при Калише
Калишское сражение — сражение, состоявшееся 18 (29) октября 1706 года (19 октября по шведскому календарю) близ города Калиш в Польше между союзными русско-польско-саксонскими войсками (командовали саксонский курфюрст и польский король Август II и князь А. Д. Меншиков) и польско-шведским корпусом под командованием генерала А. Мардефельта.

## Предыстория
В кампании 1706 года шведский король Карл XII, не сумев разгромить русскую армию под Гродно, двинулся против Саксонии, оставшейся практически беззащитной после битвы при Фрауштадте, и занял страну, оставив в Польше только корпус генерала А. Мардефельта для поддержки своего ставленника Станислава Лещинского.
Вторжение Карла XII в Саксонию заставило Августа II вступить в тайные переговоры с Карлом XII. 13 (24) сентября 1706 года он тайно подписал с Карлом Альтранштедтский мир. Однако А. Д. Меншиков контролировал действия своего союзника, мешая отстать от союза с Россией. Узнав о сосредоточении шведского корпуса в районе Калиша, он соединился в Люблине с Августом II и принудил того двинуться против А. Мардефельта.
Шведское командование близоруко пренебрегло русским наступлением. Для отдыха в беззащитной Саксонии Карл XII забрал с собой всю армию с фельдмаршалом Реншёльдом, рискуя потерей контроля над Польшей. (Первый министр и начальник полевой канцелярии К. Пипер советовал послать в Саксонию Реншёльда, а Карлу XII остаться на месте).
Август письменно предупредил шведского генерала о нападении и просил его удалиться, но тот не поверил, рассматривая письмо как военную хитрость.

## Ход битвы
18 (29) октября 1706 года союзное войско подошло к Калишу, где шведский генерал занял сильную позицию за рекой Просной; с флангов и фронта она была прикрыта болотами, это должно было уменьшить возможности превосходящей конницы противника. Перед сражением противники построились в линейный боевой порядок.
Шведы (3 тыс. пехоты и 4 тыс. кавалерии) выстроились в центре в две линии. Поляки стали на флангах в три линии: Ю. Потоцкий на правом фланге, К. Сапега — на левом. Гарнизон Калиша составлял 300 человек.
У союзников 80 эскадронов А. Д. Меншикова стали на правом фланге в три линии с резервом (в команде были генерал-поручик К. Э. Ренне, генерал-майоры Р. Х. Баур, Г. К. Флуг и И. Гейнскин). 42 саксонских эскадрона стали на левом фланге в две линии; флангом командовал сам Август II. Центром командовал генерал-лейтенант саксонской пехоты Брандт. Польские войска стали за обоими флангами в резерве: великий коронный гетман А. Сенявский — за левым, польный коронный гетман С. Ржевуский — за правым. Подошедшие к Меншикову казаки и калмыки (5000) стали в тылу шведов, отрезая им пути к отступлению.
Битва началась после полудня. После первой же атаки русских драгун польская конница Ю. Потоцкого, затем и К. Сапеги обратилась в бегство; Потоцкий укрылся в вагенбурге. Однако шведы выдержали первую атаку союзной конницы; шведская кавалерия стала преследовать противника, обнажив пехоту, которая была взята во фланг и тыл. Русским драгунам Меншикова пришлось спешиться. После жестокого боя окружённые шведы принуждены были капитулировать вместе с генералом А. Мардефельтом. В критический момент боя Меншиков сам возглавил атаку и получил ранение.

«и потом был прежестокий бой, на котором в непрестанном огне 3 часа были… наши вящую силу взяли и так жестоко на неприятеля боем наступили, что в конец оного разорили, разве малая часть от конницы шведской ушла, а пехота вся осталась».— И. А. Желябужский
Ю. Потоцкий в вагенбурге сдался на следующий день вместе с гарнизоном Калиша. Из всей шведской армии спасся только генерал-майор Э. Крассов с несколькими сотнями конницы.

### Состав русского кавалерийского корпуса
- 1-я линия
  - выборный шквадрон Меншикова

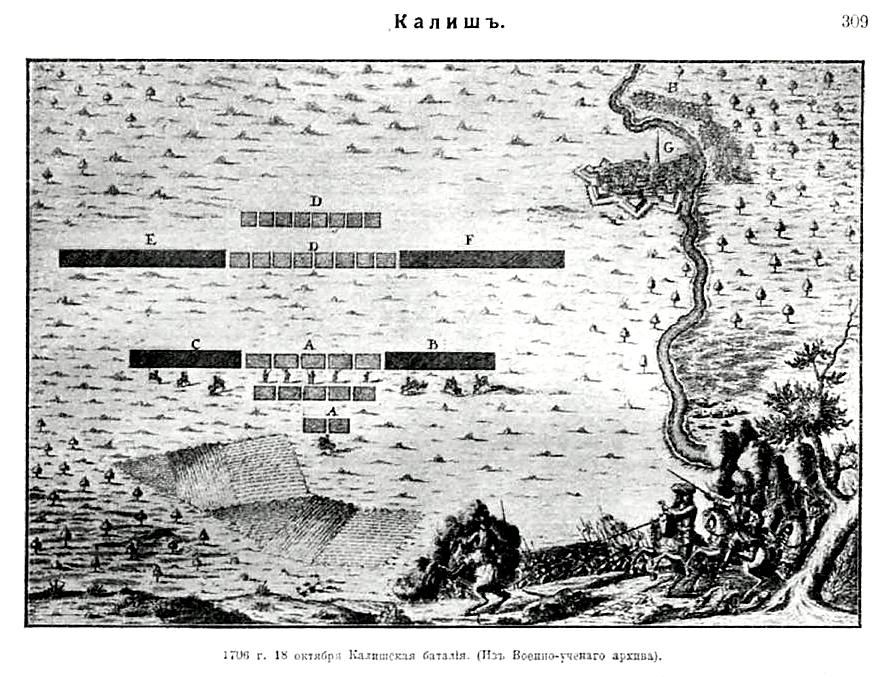
Схема сражения при Калише
(рисунок из статьи «Калиш»
«Военная энциклопедия Сытина»; 1913 год)

  - драгунский полк К. Э. Ренне (вместе с выборным шквадроном = 532)
  - драгунский полк Г. К. Флуга (660)
  - драгунский полк Б. И. Гагарина (450)
  - драгунский полк П. Мещерского (605)
  - драгунский полк Г. С. Волконского (611)
  - драгунский полк М. фон Шульца (566)
  - драгунский полк фон Розена (598) — сам Г. фон Розен в битве не участвовал.
  - драгунский полк Р. Х. Баура (512)
- 2-я линия
  - драгунский полк М. Неттельгорста (456)
  - драгунский полк графа фон Шауенбурга (520)
  - драгунский полк Г. Гейна (580)
  - драгунский полк И. Гейнскина (614)
  - 2-й Ингерманландский драгунский полк А. фон Штольца (474)
  - драгунский полк И. фон Миллен-Ферзена (480)
  - драгунский полк Н. Ифлянта (537)
- Резерв
  - драгунский полк А. Волконского (561)

### Описание битвы по «свежим следам»
А. Д. Меншиков так описал ход битвы в письме британскому посланнику Ч. Витворту:

29 октября нового стиля мы на голову разбили неприятеля под Калишем. Шведскими войсками командовал генерал от инфантерии Мардерфельд; под его началом были 8 шведских полков 4 пехотных и 4 кавалерийских, то есть около 8000 человек шведов, и 24 000 поляков, вверенных палатину киевскому. Из них большая часть убита или ранена. У меня было только 8000 драгун; в деле участвовал ещё король польский с 4000 саксонцев; поляки же, бывшие при его величестве, во время самой битвы оставались в бездействии вместе с нашими калмыками и казаками, но оказали большую помощь в преследовании разбитого неприятеля. Атака началась в 4 часа пополудни, в 6 всё уже было кончено; и не наступи ночь так рано, не удалось бы уйти ни одному человеку, как умел уйти генерал-лейтенант Крассау с двумя эскадронами. Я захватил в плен главнокомандующего — генерала Мардерфельда, 6 полковников, 2 подполковников, 10 кавалерийских поручиков; далее из пехотных войск: 3 подполковников, 2 майоров, 7 капитанов, 30 поручиков, 17 прапорщиков, 4 адъютантов; кроме того 294 унтер-офицера и 2000 рядовых, частью кавалеристов, частью пехотинцев. В плену у короля польского в Калише находится 17 кавалерийских и пехотных капитанов, 16 поручиков, 15 корнетов и 6 прапорщиков, а также несколько штаб-офицеров и 800 рядовых, палатин киевский, недавно возведенный новоизбранным королём в коронные гетманы, палатин трокский и многие другие знатные поляки, большинство которых сдалось в день калишской битвы. Мы также отняли у неприятеля всю артиллерию и обоз. О потерях саксонцев в этом сражении известий у меня нет, потери же русских очень незначительны; убитых 84 человека (в том числе и офицеры и рядовые), раненых 324 человека.
— Н. П. Волынский. Постепенное развитие русской регулярной конницы в эпоху Великого Петра. СПб. 1912.
В свою очередь, Ч. Витворт отослал в Англию следующее сообщение:

…Частным путём я ещё получил сообщение, будто русско-саксонских войск было около 18 000 человек. У них не было пехоты; этот недостаток Меншиков отчасти пополнил, приказав двум драгунским полкам спешиться. Поведение русских полков превзошло все ожидания, саксонцы же относились к делу очень равнодушно; большая часть шведской пехоты попало в плен, и в том числе 2000 саксонцев и французов, вероятно, из тех, которые бежали при Фрауштадте…— Н. П. Волынский. Постепенное развитие русской регулярной конницы в эпоху Великого Петра. СПб. 1912.

## Результат сражения
Это была самая крупная победа русских над шведами, лучшими вооружёнными силами того периода времени, за первые шесть лет Северной войны. Меншиков после битвы в письме царю восхищался умению своих драгун сражаться в регулярном строю: «Не в похвалу доношу, такая сия прежде небываемая баталия была, что радостно было смотреть, как с обеих сторон регулярно бились, и зело чудесно видеть, как все поле мертвыми телами устлано».
Победа под Калишем отдала союзникам всю Польшу, но Август II, уже подписавший с Карлом XII сепаратный Альтранштедтский мир, отослал Меншикова на зимние квартиры в Галицию, освободил пленных и отправился на свидание с королём Карлом XII в Саксонию.
Тем не менее современный российский историк В. А. Артамонов назвал победу под Калишем «дедушкой полтавской виктории». Историк—белоэмигрант А. А. Керсновский пишет: «Калишское сражение — Фрауштадт с переменившимися ролями».